# Валенсія Летурнокса
Валенсія Летурнокса (Valencia letourneuxi) — невелика прісноводна коропозубоподібна риба родини Valenciidae. Поширена в Греції та Албанії. Раритетний вид риб, занесений до Червоного списку МСОП та інших природоохоронних документів.

## Опис
Дрібна рибка, завдовжки до 8 см. Вона має компактне, трохи сплюснуте з боків тіло з плоскою головою та спиною. Самці мають синювато-сіре забарвлення, з боків тіла видно від 1 до 14 темних смуг, які вужчі або такі ж широкі, як проміжки між ними, і райдужні точки. Хвостовий плавець прозорий або синюшний, з двома-чотирма вертикальними рядами крапок і темним заднім краєм. Спинний і анальний плавці не доходять до хвостового плавця. Самиці світло-коричневі без плям і мають прозорі плавці.

## Поширення
Вид поширений на заході Греції та на півдні Албанії. В Албанії відомий лише в озері Бутринті. В Греції поширений у басейнах річок Тіаміс, Лоурос, Арахтос, Агіос Димітрос, Ахелоос, Піньос та Алфей. Вимер на островах Керкіра і Лефкада. Його природним середовищем існування є річки, прісноводні болота, прісноводні джерела та прибережні солоні лагуни.

## Охорона
Раритетний вид риб, занесений до Червоного списку МСОП (охоронна категорія: вид перебуває в критичному стані). На більшій частині ареалу стан природних популяцій виду наразі залишається нестабільним. У ряді регіонів спостерігається тенденція до зниження чисельності популяції виду. Тому валенсія Летурнокса занесена також до Директиви Європейського Союзу 92/43/ЄС «Про збереження природних оселищ та видів природної фауни і флори» (Додаток II. Види рослин і тварин, що становлять особливий інтерес для Європейського Союзу, збереження яких потребує створення територій особливої охорони).